# Viața lui Mihai Eminescu
Viața lui Mihai Eminescu este o lucrare biografică despre poetul Mihai Eminescu, scrisă de criticul literar român George Călinescu și publicată pentru prima oară în 1932.